# 阪本龍児
阪本 龍児（さかもと りゅうじ、1921年8月31日 - 2003年10月21日 ）は、日本の経営者。南都銀行頭取を務めた。

## 来歴・人物
奈良県出身。1949年に京都大学農学部を卒業し、1950年に南都銀行に入行。1968年に取締役に就任し、1972年11月に常務、1976年1月に専務を経て、1979年2月に頭取に就任。1990年6月に会長に就任し、1997年6月に取締役相談役を経て、1998年6月には相談役に就任。
1981年2月に紺綬褒章を受章し、1984年11月に藍綬褒章を受章し、1991年11月に勲三等瑞宝章を受章。
2003年10月21日心筋梗塞のために死去。82歳没。